# 拉瑪那·馬哈希
拉瑪那·馬哈希（英語：Ramana Maharshi，/ˈrʌmənə məhʌˈriʃi/；1879年12月30日—1950年4月14日），是一位印度教上師。他誕生於英属印度时泰米爾納德邦的Tiruchuli，本名是Venkataraman Iyer。1907年，他的一位初代信徒－Ganapati Muni 始以 Bhagavan Sri Ramana Maharshi 之名稱呼上師，Bhagavan（音譯「薄伽梵」）意指世尊、神；Sri（音譯室利）是對聖人的尊稱，梵文意思是「神聖的」；Ramana 又譯為羅摩那，為其本名 Venkataraman（讀作：溫克塔拉曼，傳統譯法作：文迦多羅曼）的縮寫；而Maharshi的梵文意思則是「偉大的見道者、仙人」。這也是尊者較廣為世人所知的名號。
據聞，拉瑪那在16歲那年（1896年）就已永久消解掉他的個體自我感了，日後他稱這個事件為開悟。六周之後，拉瑪那離開他在馬杜賴的家，並前往蒂魯瓦納馬萊的聖炬山，終其一生未曾離開Tiruvannamalai.
儘管他在蒂魯瓦納馬萊的頭幾年都在閉關，馬哈希還是很快吸引到信徒，隨後在他身邊發展了一個社群，尊者全天候都是社群的核心。雖受到上千人崇拜，尊者卻從未收過私人禮物，他對待所有人都一視同仁投以尊重。30年代開始，尊者的教導漸在西方風行起來。
多年來，馬哈希回答了許許多多靈修道路上的問題，但卻始終堅持寧靜才是最純粹的教導。而就自我解脫、瑜伽及吠檀多經句的相關問題，拉瑪那建議採取參究真我此一主要方法證悟「I-I」（我之我）、瞭悟真我，達到究竟解脫。他也建議可採取「奉愛」和其他實修法門。

## 生平

### 早年生活 (1879–1895)

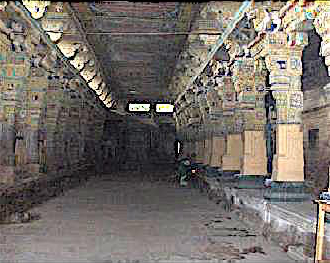
泰米爾納德邦Tiruchuzhi神廟

#### 家庭背景 (80年代)
拉瑪那·馬哈希於1879年12月30日誕生於英属印度时坦米爾納德邦馬杜賴阿魯普科泰鄰近的村莊Tiruchuzhi。他出生的那天剛好是Arudra Darshanam日，即Karthikai Deepam日（字面意思為濕婆達顯[以目光加持]，為坦米爾曆的燈節）。Venkataraman一家是正統印度教婆羅門家庭，他在四個孩子中排行第二。生父是Sundaram Iyer(1848–1890)，來自Parashara一族，生母為Azhagammal(?-1922)。他有兩個兄弟Nagaswamy (1877–1900)和Nagasundaram (1886–1953)及一個妹妹Alamelu (1891/92-1953)。Venkataraman的父親是一個法庭律師。

#### 童年 (1879–1895)
Venkataraman到了11歲左右，他父親將他送到丁迪古爾的叔叔Subbaiyar家，因為他希望兒子們接受英語教育，將來才能夠進入政府部門。Tiruchuzhi的鄉村學校只教授泰米爾文。1891年，他的叔叔轉調到馬杜賴，Venkataraman和他哥哥Nagaswami也隨同搬往那裡，並在Dindigul的一間英國學校受教。1892年，Venkataraman的父親Sundaram Iyer突然重病，幾天後即離世，卒年42歲。

### 青少年時期 (1895–1896)

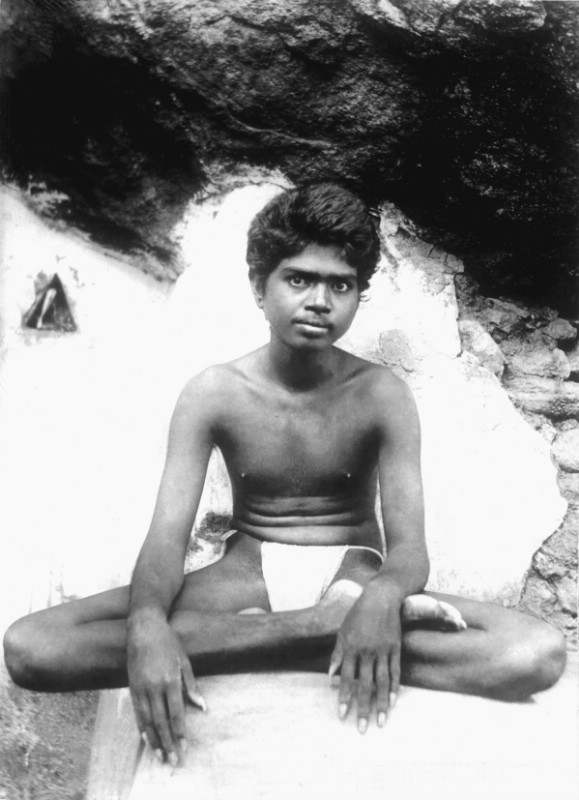
Venkataraman青年時期

#### 聖炬山及63 Nayanar賢聖 (1895-1896)
從Scott的中學畢業之後，Venkataraman進入了「美國佈道高中」（American Mission High School）。這段時期，他讀了Sekkizhar撰寫的Periyapuranam，一本介紹63 Nayanar賢聖生平事蹟的書，即泰米爾濕婆奉愛派的賢聖，對他產生了「極大衝擊」。這段時期他也開始拜訪鄰區馬杜賴的Meenakshi神廟。

#### 模擬死亡經驗 (1896)
據Venkataraman親述，1896年七月，馬哈希16歲那年啟動了（他所謂的）參究真我過程，短短幾分鐘內，那個歷程就讓他一悟永悟了。在他對此歷程的少數幾篇評論中，有一則提到：
向內探問誰是見者？我看到見者消失，獨留下「那個東西」，永永遠遠。再沒有「我看（照）見」的念頭升起。既是如此，怎麼還會有「我沒看（照）見」的念頭升起呢？
1930年，在六個星期中，Narasimha斯瓦米針對這個經驗與拉瑪那展開了一系列的對話。他用他的話總結了這些轉換：
1896年，在我永遠離開馬杜賴（前往蒂魯瓦納馬萊聖炬山）的六週前，我的生命發生了重大的改變。當時，我獨個兒坐在我叔叔家一樓的房內。我很少生病，而那天我的身體也沒出什麼毛病，但突然有股狂暴的死亡恐懼感攫住了我。這完全無法歸咎於我的健康狀況，而我，也不打算將它歸咎於健康因素。我感覺我就要死了，並且開始思考該怎麼辦。當時我也沒想到要打電話向醫師、長輩或朋友們求救。我覺得我必須當場自行解決這個問題。死亡恐懼的震撼將我的注意力完全導向內在，我的頭腦不由自主地告訴我自己：「現在死亡就要來臨了；那表示什麼？死亡像是什麼？這具軀殼就要死了。」我馬上演出死亡的情節。我攤開四肢平躺著，有如屋內擺了一具殭屍，我模仿死屍的樣子好讓現場看起來更有張力。我秉住呼吸、緊閉雙唇堵住氣息，即便是「我」或任何其他音節都發不出來。我告訴我自己：「好吧，這具身體已經死了。它會被僵直地帶去火化成灰。但隨著身體的死亡，我也死了嗎？這具身體是我嗎？它安靜、毫無生命力地躺在那裡，但我感到我人格、甚至是我裡面聲音的完全活力。因此我應該是超越這具軀體的靈魂。身體會死亡但靈魂卻會超越它不被死亡所觸及。那意味著我是不死的靈魂。」這些都不只是單調的思緒；這些念頭在我裡面栩栩如生的閃過，猶如活生生的真理，我直接感知到而幾乎未經過思忖。我是某種真實的，是我當下狀態的唯一真實物，而所有與這具身體相連的意識活動都圍繞著那個我而產生。從那刻起，那個「我」或真我便以一股魔力聚焦在它自身了。死亡的恐懼永遠消褪。自我感消失、溶入「覺真」（覺知真我 Self-awareness）的洪流中，自此未曾間斷。其他念頭可能會來來去去，就像各種音符，但「我」卻是賡續不斷的基本音（sruti note），時刻都能被聽見，一種基底且能調和所有音符的聲音。
根據David Godman所述，這個事件更精確的描述載於《Sri Ramana Leela》一書，迥異於Narasimha斯瓦米記下的英文版，Krishna Bhikshu寫的那本泰盧固語版拉瑪那傳出奇的短，惟如此，卻還是補充了一些有趣的論點，他的版本同時也修剪掉了Narasimha斯瓦米版的修飾語及無端插入的代名詞「我」等字眼。據David Godman所述，拉瑪那另外也在Vichara Sangraham《參究真我》一書中提及。拉瑪那在1945年對一名訪客傳法時將他的洞見總結為「aham sphurana（真我-覺知）」：
在那次的死亡景象中，儘管所有的感官都麻木了，aham sphurana（真我-覺知）卻是清晰異常的，因此我瞭解到那個覺知就是我們所謂的「我」，而非這具肉體。那個真我-覺知永遠都不會衰敗。它跟一切都不相干。它是自明（Self-luminous）的。縱使身體被焚毀，它卻絲毫無損。自此，我瞭解到那就是「真我」。

一開始，拉瑪那以為他被附身了，那個靈住在他的身體裡。這個感覺持續了好幾週。之後他稱這個死亡經驗為akrama mukti，亦即「頓悟」，相對於krama mukti，即闍那瑜伽吠檀多一派的「漸悟」（gradual liberation）。然而，儘管他已瞭悟我不是這具身體，問題依然存在：
我來到聖炬山後，各式各樣的問題湧現，無論我是否與那遍及一切的實相同在與否，無論那實相為不二論(advaita)、二元論(advaita)或準不二論(vishishtadvaita)。
那之後，他對學校的課業、朋友圈及人際關係都失去了興趣。他寧可避開任何人獨自坐在那裡，浸淫在「真我」中，每天他都會去Meenakshi神廟，心醉神迷於63 Nayanar賢聖及舞王Nataraja的相，企盼那些聖者身上所呈現的恩典也能夠降臨，暗自祈禱他也能具備這些賢聖的奉愛（巴克蒂）品質，甚至哭著求神將相同的恩寵澆灌在他身上。Venkataraman的兄長Nagaswamy知道胞弟身上發生的巨變，屢屢斥責他不該不問世事。自Venkataraman浸潤在真我當中之後，約莫過了六周，1896年的八月29日，他正在做英文老師特別出給他的回家作業，因他對課業如此不用心。忽然，Venkataraman將書本丟在一旁，轉而內觀冥思。他的兄長再次訓斥他，質問：「像這樣到底有什麼用？」他指得是像個苦行僧那樣。

#### 前往蒂魯瓦納馬萊 (1896)
既已心知肚明家人不會允許他離家成為桑雅士，Venkataraman便決定離家出走，他告訴哥哥他要去學校補修。他哥哥要他順便拿5盧比去繳大學學費。Venkataraman拿出了一份地圖、計算路程所需費用，他只拿了3盧比，留下2盧比和一張字條，上面寫著：
我已遵照天父的吩咐去尋找祂。這個（意指他自己）要去積功德了，無須為此悲傷，也無須為了尋找「這個」花任何錢。哥，你的學費尚未繳交。餘下2盧比。
Venkataraman在1896年的九月1日搭上火車前往蒂魯瓦納馬萊，並在那裡度過餘生。

#### 蒂魯瓦納馬萊神廟 (1896–1899)

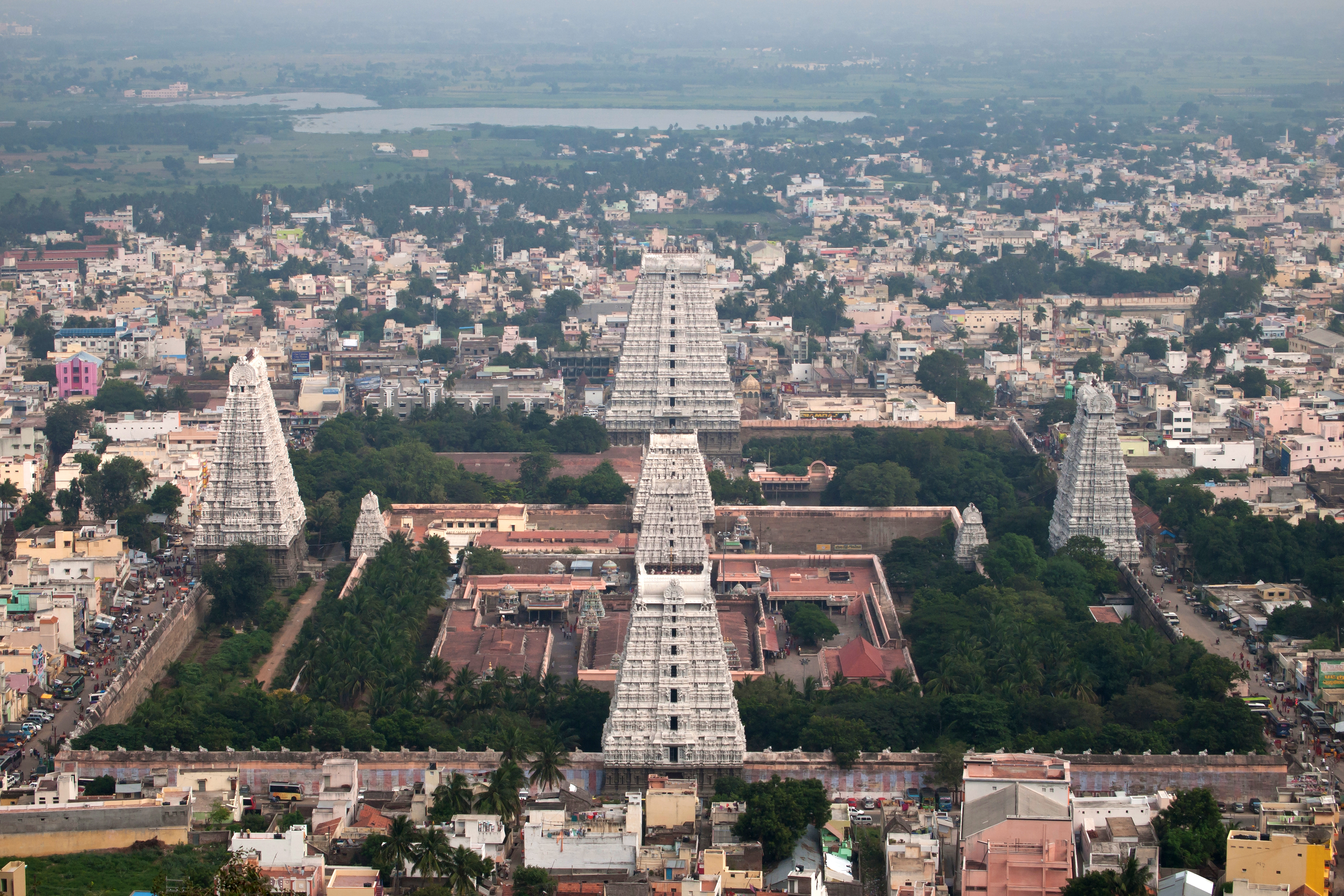
蒂魯瓦納馬萊Arunachaleswara神廟

##### Arunachaleswara神廟 (1896–1897)
一抵達蒂魯瓦納馬萊，Venkataraman便直接走向Annamalaiyar神廟的至聖之所，在狂喜中抱住「林伽」。先前他在馬杜賴感受到的火焚此時又重現了，日後他稱此為「那段時間我所壓抑的無法言喻的熬煎」。
最初的幾個禮拜他都待在千柱殿（thousand-pillared hall），之後才移到神廟的其他點，最後安定在「Patala林伽窟」，如此才不會被打擾。他在那裡一連好幾天都深入三摩地境界，甚至絲毫未注意到蚊蚋的咬嚙。一名地方聖徒Seshadri Swamigal在地下洞窟發現並決定保護他。約在Patala林伽窟停了六周後，他被聖徒帶出去清洗。接下來兩個月他都待在Subramanya聖龕，對自己身體和周遭環境毫無知覺，得有人把食物放進他的嘴裡，不然他便會挨餓。

##### Gurumurtam神廟 (1897–1898)
1897年二月，抵達蒂魯瓦納馬萊半年後，拉瑪那搬到了Gurumurtam，那是一間距離蒂魯瓦納馬萊外約莫一英哩遠的神廟。在他抵達不久後，一位苦行僧Palaniswami走來見他。Palaniswami首次接受達顯（瞻仰尊者以目光加持的聖容）讓他平靜、喜樂滿盈，自此誓願侍奉拉瑪那，成為馬哈希的畢生追隨者。從Gurumurtam到Virupaksha穴室(1899–1916)再到Skandasramam穴室(1916–22)，Palaniswami始終照料著拉瑪那。除了保護他的身體，Palaniswami也去化緣，並將所得拿來為拉瑪那和他自己烹煮食物、準備餐點，照料他的必須。1898年五月，拉瑪那和Palaniswami搬到Gurumurtam旁邊的芒果園。
這段期間，拉瑪那對他的身體和外表處於完全漠視的程度。漸漸地，儘管拉瑪那離群而居，仍吸引了慕名而來者，這些人仰慕他的寧靜和苦修，他們也奉獻和禮讚上師。最後在他周圍築起竹籬笆好保衛上師。
住在Gurumurtam神廟那段期間，他的家人找到了他的行蹤。最先，他叔叔Nelliappa Iyer來到這裡請求他回家，並保證他家人決不會叨擾他的清修生活。拉瑪那無動於衷，最後他叔叔只得放棄。

##### Pavalakkunru神廟 (1898–1899)
1898年九月，拉瑪那搬到Pavalakkunru的濕婆神廟，位處聖炬山的東凸角。他母親和哥哥Nagaswami於1898年十二月在那裡找到他。每日每日，他母親一直懇求他回家，但多少眼淚和懇求都無濟於事。她只得訴諸於圍繞在他身旁的求道者，求他們插手，最後一名信眾請求拉瑪那以書寫的方式來會應他母親。他寫下了這段文字：
為了順應每個人的天命（prarabdha），道的功能即是令每個人遵循他的天命。注定不會發生的事情便不會發生，無論付出多少努力都沒用。而注定會發生的事情決不會漏掉，無論一個人多麼努力避免它。這是確信不疑的。這樣的智慧也是緘默不語的。
至此，他母親只得滿腹哀傷回到馬杜賴。

### 聖炬山(1899–1922)

#### Virupaksha穴室 (1899–1916)

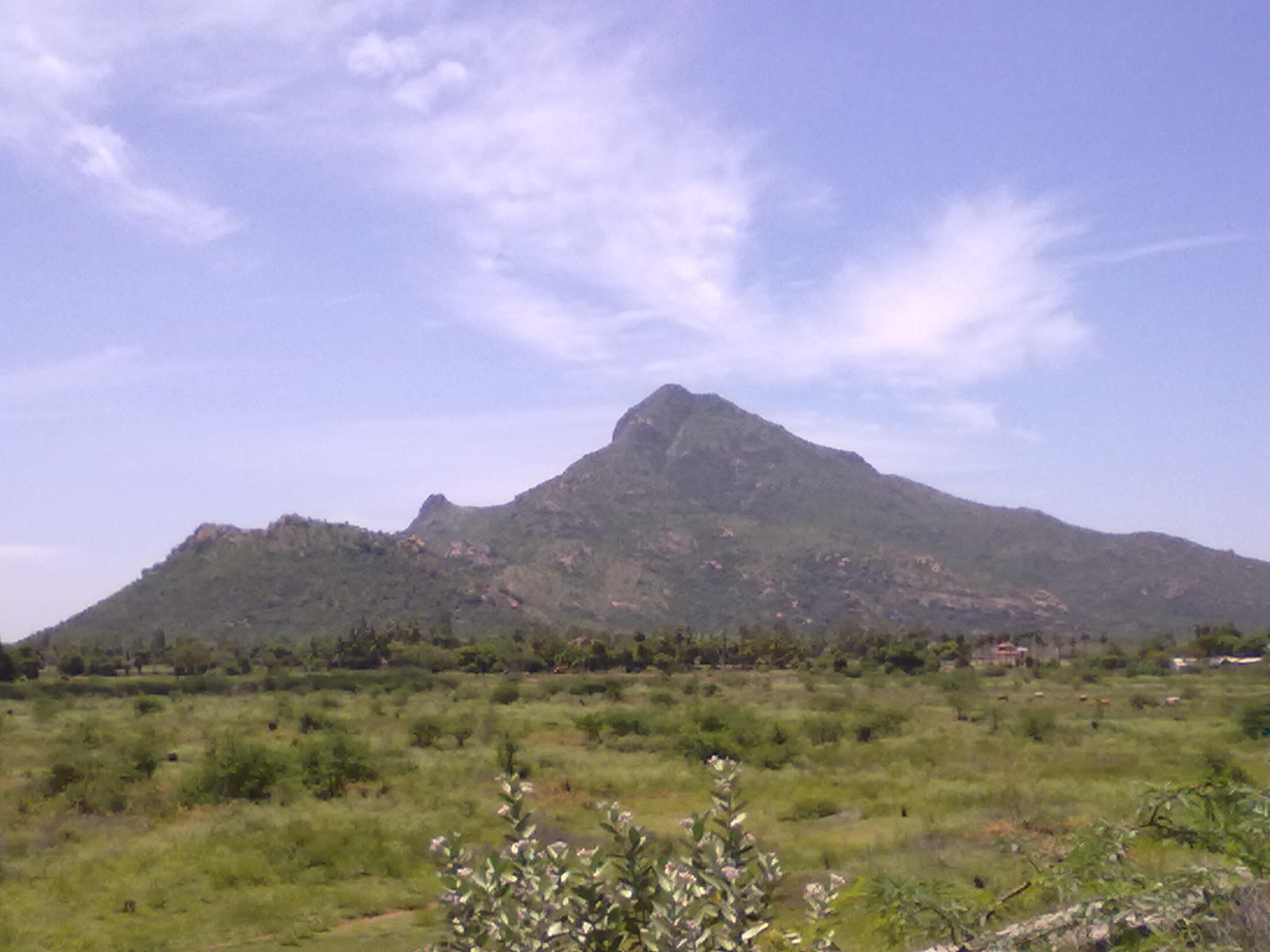
蒂魯瓦納馬萊的聖炬山

不久之後的1899年二月，拉瑪那又從山腳下搬去山上住。他先在Satguru和Guhu Namasivaya穴室短居，然後才在Virupaksha穴室定居了17年，夏日有芒果樹遮蔭，17年中僅Pachaiamman Koil爆發瘟疫的那六個月不在那裡。
1902年，一名政府官員Sivaprakasam Pillai拿著寫字板前來拜訪這位年輕斯瓦米，期望得到關於「如何認識真我」的答覆。他一連問了14個問題，而拉瑪那俱以參究真我之法回覆求道者，這也是他的首度開示，該法門令斯瓦米自此聲名大噪，最後他們的對答錄還出版為 Nan Yar? 一書，英文版題名為 Who am I?《我是誰？》。
數名前來求道的訪客中，許多都變成了他的信徒。1907年，Kavyakantha Sri Ganapati Sastri來訪，他是一名頗負盛名的吠陀學者，通曉天啟文學、聖典、譚崔、瑜伽及Agamas等學問。在接受了他的指導後，他宣稱拉瑪那是巴關·室利·拉瑪那·馬哈希（意義參見頁頭）。拉瑪那之名自此不脛而走。
1911年首位西方人Frank Humphreys（時任駐屯印度的警察）找到拉瑪那並寫了關於他的文章，1913年首度發表於《國際心理公報》雜誌。
據報在1912年發生了一段插曲，在弟子的相伴下，拉瑪那的生命跡象停止約15分鐘，那之後他維持在三摩地狀態的境界又更上了一層樓:
宛如一襲光潔的白簾從我眼前抽開，在我面前的景物頓時消失不見了。我清清楚楚地看到整個漸變過程。中間某個階段我能夠清楚看見眼前的部分景物，同時間，其餘部分則被正在抽起的簾子遮住。就好比戴著一副立體望遠鏡的同時，眼前的卡片突然被抽開一般。當這個經驗發生時，我馬上停止走路以免跌倒。恢復視力後我才繼續行走。而當視線又變得黑暗、模糊一片，我便靠在石頭上直到一切恢復清晰為止。第三次我感到比較安心了，因此我直接坐在附近的石頭上。然後，那襲亮白的簾子便將我眼前的景物完全抹除了，除了頭暈腦脹，我的循環和呼吸系統也停止運作了，膚色頓時變得鐵青，那種死屍身上常見的色調，而且越變越暗。事實上，夏斯特里(Vasudeva Sastri)以為我死了，他將我抱在懷裡嚎啕大哭，哀悼我的逝去。我清晰異常地感受到他的緊抱、抖動，聽到他的悼念並了解背後的哀痛逾恆。我也看見我的皮膚越來越沒有血色，感覺身體的循環和呼吸停止了，四肢逐漸變得冰冷。我的正常意識流在那個狀態下仍持續運作著。我一點兒也不害怕、或為身體的狀況感到悲哀。那之前，我以慣常的姿勢坐在附近的石頭上，閉上雙眼，身體打直、未倚靠任何東西。現下，這具身體仍維持著同樣的姿勢留在那裡，只是不再運作或呼吸了。這個狀態延續了10到15分鐘。突然，一陣電擊流過這具身體，它復以一股巨大無比的力量重新運轉、恢復呼吸，此時全身上下無一毛孔不在滲汗，皮膚也重現出血色。接著我睜開雙眼，起身對旁邊的人說：「走吧。」我們走到Virupaksha穴室，中途再沒有其他狀況發生。這是頭一回，我的呼吸和循換系統都停止了。我並未刻意讓那個狀態發作，我也沒想要觀看身體在死後會變成什麼樣子，或事先警告旁人我其實不會離開這具身體的。這就像先前其他偶發狀況發作時一樣，只是這次情況比較「嚴重」一點。

#### Skandashram (1916–1922)
1916年他的母親Alagammal同胞弟Nagasundaram前來蒂魯瓦納馬萊與拉瑪那會合，並隨他搬到另一個較大的穴室Skandashram，拉瑪那在那裡住到1922年年底。他的母親決心成為桑雅士後，拉瑪那始為她授予密集的個人指導，當時她也負責修道院的廚房工作。接著，拉瑪那的胞弟Nagasundaram也成為桑雅士，繼得的法名是Niranjanananda，又名Chinnaswami（意指年輕的斯瓦米）。
這段期間，拉瑪那作了《聖炬山五讚》，也是他虔心以抒情詩歌體裁寫成的代表作。第一首讚詞是Akshara Mana Malai。係以泰米爾語寫成的詩歌，為回應某位信徒的要求而作，該信徒希望在城內化緣時能有可唱的讚歌。「婚禮花環」以象徵手法敘述人靈和聖神間光輝愛情的結合，傳達了靈魂持續的渴望心態。

#### 母親離世 (1922)
1920年，他母親的健康狀況開始惡化。1922年五月19日傍晚8點左右，在她過世的那天，拉瑪那坐在她旁邊。據說一整天他都將右手放在她胸腔的心臟上，左手放在她頭上直到她在晚間8點左右去世為止，拉瑪那當下宣稱她已解脫了：Adangi Vittadu, Addakam（字面意思是「溶入[真我]」）。拉瑪那之後又說：「你看，出生經驗屬於心智。思想也像那樣，取決於『無意識印痕』的(傾向)。母親啊，妳的未來世都會相對地短暫。」她的身體被放在三摩地聖陵中，上面還安置了一尊林伽，寫著Matrbhuteshwara，意指濕婆神化身為母親。為了紀念拉瑪那·馬哈希的母親，每年在Matrbhuteshwara的墓旁都會舉辦名為Aradhana或Mahapooja的puja。

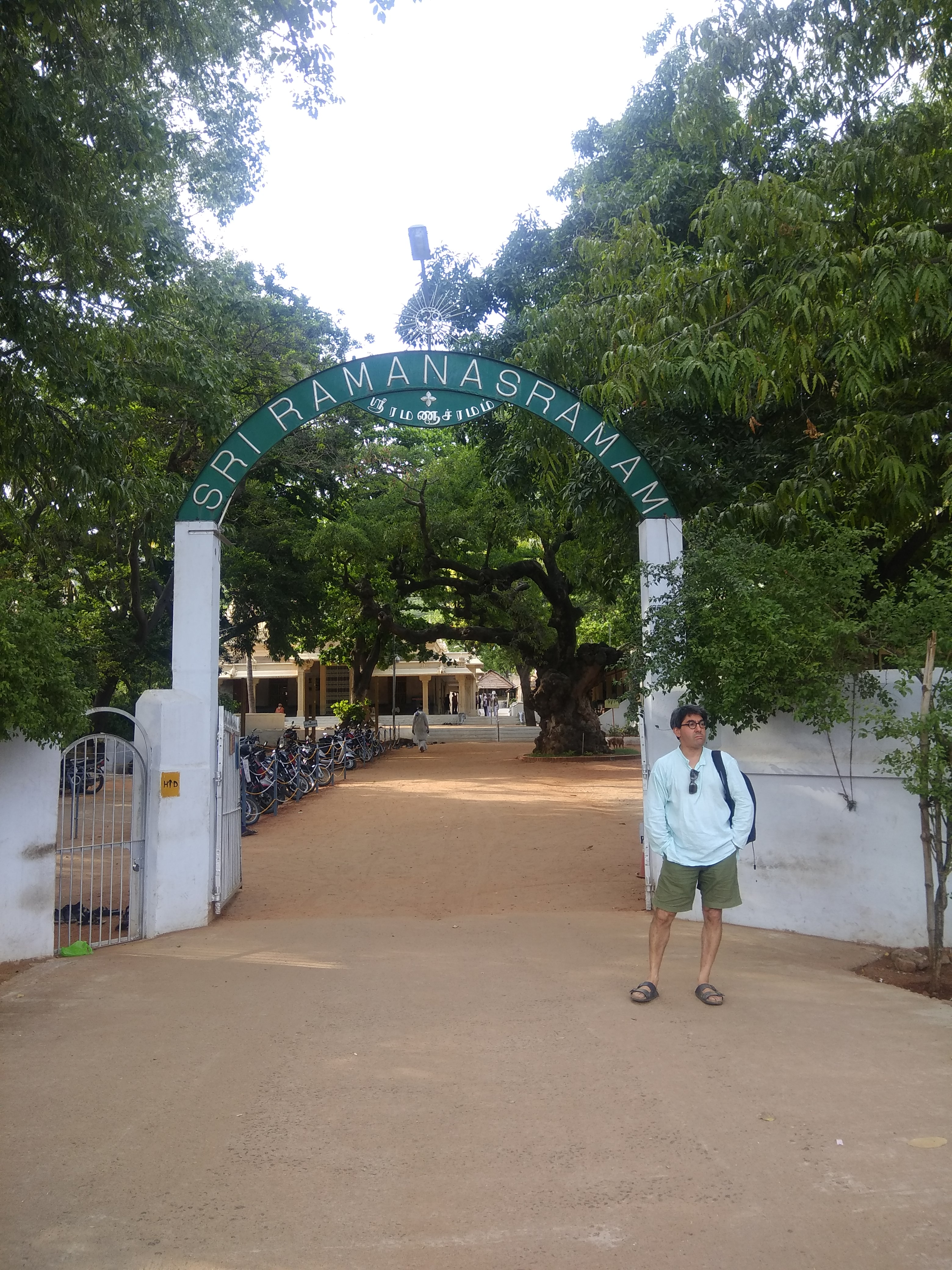
拉瑪那修道院入口

### 拉瑪那修道院(1922–1950)

#### 建立修道院 (1922-1930)
1922到1950年入涅槃為止，拉瑪那都住在圍繞他母親墳墓興建的拉瑪那修道院。1922年十二月，他未回到Skandashram，反而定居在山腳下，拉瑪那修道院因運而生。起先只有一間三摩地聖陵旁的茅草屋，到了1924年又搭起了另兩間茅草屋，一間在三摩地聖陵的對面，一間在它北面。俗稱的「舊堂」建於1928年，拉瑪那在那裡住到1949年為止。
拉瑪那修道院逐漸擴增了圖書館、醫院、郵局及許多其他設施。拉瑪那展現了籌畫工程的天賦。Annamalai斯瓦米在回憶錄中道出了這段細節。直迄年，Annamalai斯瓦米都受託監督建案的工程，並接受拉瑪那的直接指導。
拉瑪那的生活謙遜、清心寡欲。然而，根據廣泛紀錄拉瑪那言行舉止的David Godman所述，大眾對於他的想像多是啥事也不做，整天都在三摩地狀態中靜坐著，這其實是不甚精確的形象。自他母親到來之後，修道院開始圍繞著拉瑪那形成，直到他的健康情形變差的最末幾年，拉瑪那其實都相當熱衷於修道院的活動，例如煮飯、縫合葉板等。

#### 盛名西傳 (1930-1940)
1931年，由B. V. Narasimha斯瓦米(1874-1956)所撰的拉瑪那·馬哈希經典自傳《瞭悟真我：拉瑪那·馬哈希生平及教誨》正式出版。那之後拉瑪那在印度境內外變得赫赫有名，1934年之後，曾於1931年一月首訪拉瑪那的Paul Brunton出版了《印度尋祕之旅：在印度遇見馬哈希》。那本書描述了他與拉瑪那·馬哈希的相遇，以及那次會面對他的影響。Brunton也描述了拉瑪那的聲名如何遠播：「來到神廟朝聖的人都會被勸導上山，至少在回家前見他一面」，而拉瑪那也與各式各樣大相逕庭的訪客和信徒談話。Brunton讚拉瑪那是「印度碩果僅存的靈性超人之一」，並描述了他對拉瑪那的情感：

我極度喜愛他，因他是如此簡單、謙卑，他周圍有種顯而易感的真實的偉大氛圍；因為他不會自稱擁有某種神秘力量或聖職的知識，以之討好天性愛好神祕現象的印度人，且因他是如此謙卑，全然沒有一絲一毫的驕傲，因此他強烈抗拒任何試圖在他有生之年將他封聖的行動。
下塌拉瑪那修道院時，Brunton經驗到了「擁抱一切萬物」的覺知，一種「開悟的片刻」。他撰寫的那本熱銷書向廣大西方群眾引介了拉瑪那·馬哈希，致使一干訪客大駕光臨，包括尤迦南達、薩默塞特·毛姆，梅塞德斯·德·阿考斯塔以及Arthur Osborne。

#### 晚年 (1940-1950)

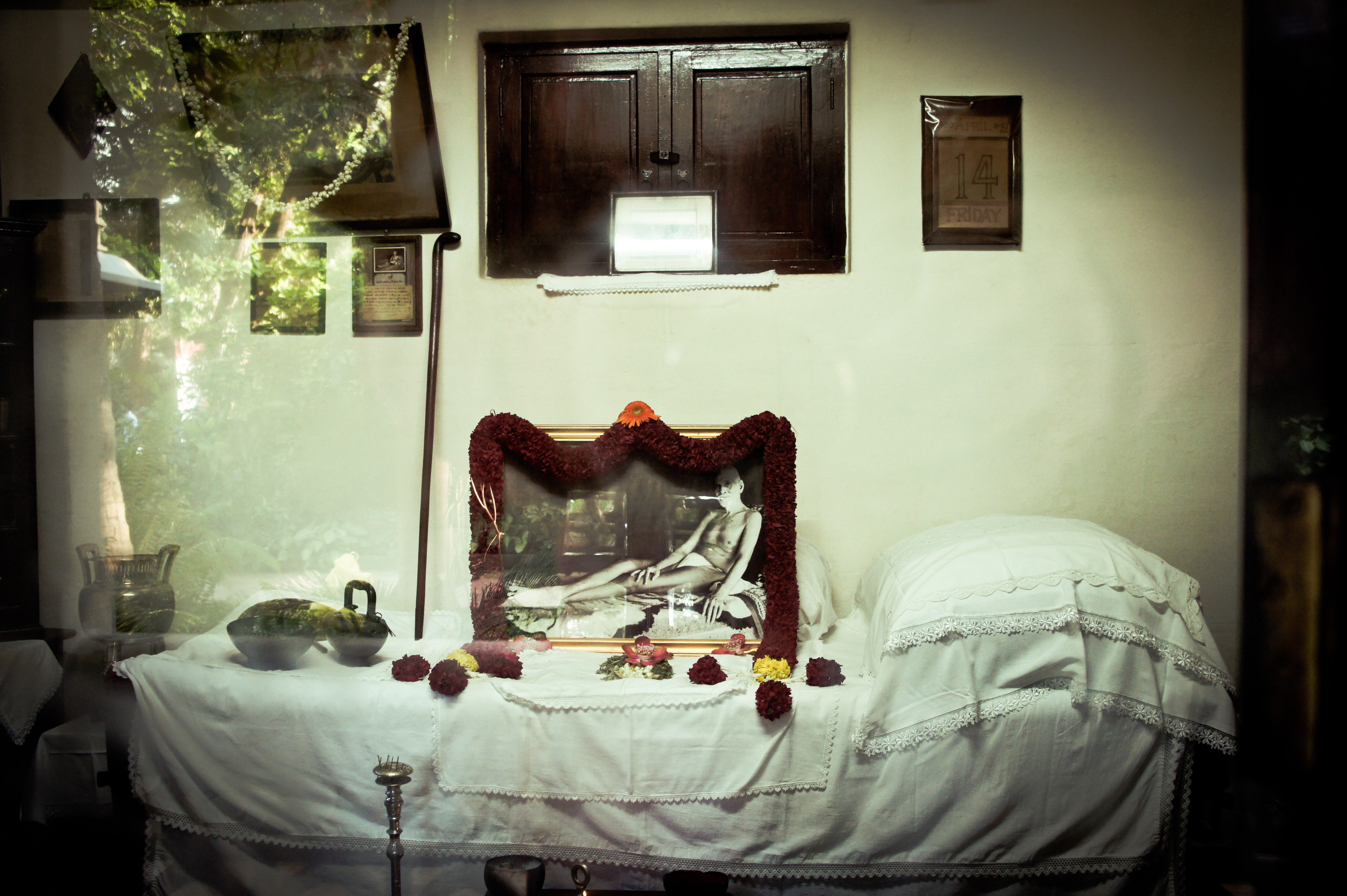
拉瑪那·馬哈希入涅槃處（Mahanirvana），攝於拉瑪那修道院

拉瑪那的名聲在40年代如日中天。然而，縱使他的聲名遠播，他的生活方式卻依然如故。40年代期間，拉瑪那最熱切的眾信徒相繼過世，包括Echamma (1945)、畢生追隨者Madhavaswami (1946)、Ramanatha Brahmachari (1946)、Mudaliar Granny及心愛的母牛拉克什米(1948)。
拉瑪那較廣為人知的一面是他對寂靜力量的信仰，及他鮮少對大眾作出開示，他對名聲和批評也毫不在意，並對動物和植物展現了異乎尋常的愛。1948年六月18日一早，他發現心愛的母牛拉克什米病危，就像他母親那樣，拉瑪那將雙手放在它的頭上和心臟上。母牛於早上11:30分平靜死去，拉瑪那隨後宣稱這隻牛已經解脫了。
1948年十一月，拉瑪那的手臂被發現長出了一小顆癌瘤，1949年修道院的醫生替他拿掉。不久另一顆又長了出來，一位著名的外科醫師於1949年三月在手術中用鐳替他移除。醫生告訴拉瑪那唯有完全切除手臂和肩膀才能救他一命，但他拒絕了。1949年八月和十二月又分別動了第三和第四次手術，但這只讓他更虛弱。同時間，其他醫療系統也相繼介入；但全都沒用，三月底信眾放棄一切希望後便不再嘗試。對於懇求他為了他們治好自己的信眾，拉瑪那告訴他們：「你們為什麼這麼執著於這副軀殼呢？放手吧，我還能去哪裡呢？我不就在這裡嗎？」1950年四月前，拉瑪那虛弱到無法上山，因此參訪時間受到管制。訪客們排成一列走進拉瑪那安渡生命最末幾日的小房間看他最後一眼。斯瓦米Satyananda，當時尚存的畢生追隨者說道：
1950年四月14日晚，我們在按摩拉瑪那的身體。大約五點左右，他請我們協助他坐起。恰恰就在信眾開始唱誦「聖炬山的濕婆，聖炬山的濕婆」那當下。拉瑪那一聽到讚詞，他的臉龐便輻射出喜悅的光芒。眼淚自他雙眼滑落，持續流了好長一陣子的淚。我不時幫他拭去淚水。我也一匙接著一匙地餵他服用薑水。醫生希望能為他施予人工呼吸，但拉瑪那揮手作拒。他的呼吸漸漸趨緩，晚間8:47分安靜地沉息了。
亨利·卡蒂爾-布雷松，法國攝影師，拉瑪那入涅槃前曾在修道院住了兩周，追憶該事件時他說：
那是最驚人的經驗。我在屋前的開放空間，我朋友要我看天空，我看到了一顆拖著明亮尾巴的鮮明流星，不像是我先前看過的任何流星那樣，這顆流星從南面天空緩慢劃過天際，直抵聖炬山頂點並消失在山後頭。這顆流星是如此之奇異，我們都在猜想它的寓意，隨即看了看錶－8:47分－然後便往修道院方向飛奔，只不過我們的預感竟成了不幸的事實：上師就在那個時間點進入涅槃（parinirvana）了。
卡蒂爾-布雷松於1950年四月4日為拉瑪那拍了最後一些照片，並持續紀錄籌備「馬哈希三摩地」（mahasamadhi）聖陵的過程。《紐約時報》在它1950年四月16日的報紙上刊載的一篇文章總結道：
在印度這裡，成百上千名所謂的神人宣稱自己幾乎能與無限同調，相形之下，（據聞）拉瑪那·馬哈希最顯著的事蹟是他從未宣稱自己有任何的特殊能耐，但卻是最受大眾愛戴、尊崇的聖者之一。

## 靈性教誨

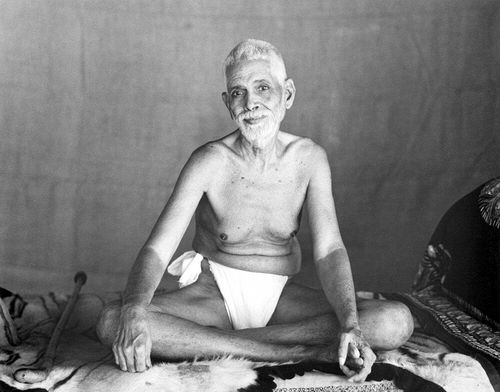
拉瑪那·馬哈希坐在拉瑪那修道院舊殿

馬哈希給的優波提舍（上師給弟子的教導或指引）包括達顯（以目光加持）和薩桑（聖人以不言之教在靜坐中與弟子、訪客同在），但也會伴隨回答問題、為眾生解惑等。多數問答語錄都已由弟子們抄錄、出版，部分則由馬哈希本人親編。少數已出版的文字甚至是由他本人撰寫、或他人代撰，再由馬哈希編輯的。
他也以身教示範了他對濕婆的敬虔奉獻，在弟子間廣為流傳，諸如繞行聖炬山，弟子們也會隨行，或他為聖炬山寫的讚歌。

### 真我
- 參見梵和Prakāśa（英语：Prakasa）

根據馬哈希的陳述，在他的模擬死亡經驗中，真我有如一股「力」或一道「電流」降臨於他，且終其一生均如此：
...有一股力、電流、能量中心在這副身體持續運作著，無關乎身體的堅實與否，或做了什麼活動，這副身體就這麼和它共存著。那道電流、力或中心構成了我的真我，使我能夠行動和移動，但這是我第一次知曉它（的存在）...當時我不知道那道電流究竟是什麼，儘管有我的神相伴（我常稱祂伊濕伐羅）...我只覺得那道電流接手處理好所有的事情，我沒有插手的餘地...這股電流（或avesam）現在感覺起來像是我的真我（我的本體），而非強加（superimposition）之物...而那avesam就這麼持續到今天。
馬哈希使用各種詞彙來指稱此「真我」。最常用的詞彙是存在-意識-法喜；即為神、梵或濕婆、無上本心，這些詞彙均「指出『真我』是萬法之源，是一切顯化的根本。」
據David Godman所述，馬哈希教誨的精隨為「真我」，真我是一種「非人格化、含攝一切的覺知」：
迥異於可感知的經驗，「真我」並非一種個已經驗，那是非人格化、含攝一切的覺知。真我不應與個己(之)我混淆，馬哈希說個己我本質上並不存在，那是心智的造作，遮蔽了源於真我的真實體驗。他主張真我永遠都在、都能被經驗到，但他也強調只有心智的自我設限傾向止息時一個人才能有意識地如實覺知到真我（覺真）。恆久且持續地覺真即稱為「了悟（或證悟）真我」。
馬哈希認為真我是永在永續的，即便在肉身死亡後仍能延續下去。「睡、夢、醒，這三種狀態都只是真我顯現的表象，「我」之思維亦然。我們的『真實本性』僅是『（無邊的）臨在』而已，不受思維所縛。」
馬哈希善巧回答眾弟子諸多有關「智者」（解脫者-jnani）的問題，但即使是「智者」和「無智者-ajnani」（未解脫者）的說法也不盡正確，因為這種分法會讓人以為有一知者和一所知，一主體和客體，（仍停留在二元對立境地。）據馬哈希，真相是既無「智者」也無「無智者」，僅有「真智-jnana」，即真我：
在智者的眼中，沒有人是無智者，他在一切眾生當中看見真智。而在無明狀態下，一個人卻會將自身的無知強加於智者，誤以為是他在做。而在真智的狀態，智者看見一切都是真我的顯化，無有分離。真我自始光耀，真我僅是純粹的真智。

### 靜默
- 參見維摩詰所說經

為移除弟子的無明、安住在覺知真我（Self-awareness）中，馬哈希教誨的主要方法是透過Satsang（聖人以不言之教在靜坐中與弟子、訪客同在），鮮少用語言。他的教學方法一直被比作Dakshinamurti（濕婆化身為苦行僧形貌的上師），同樣也是透過靜默說法：
一個晚上，弟子請馬哈希解釋商羯羅「頌讚Dakshinamurti」的真義。他們等他開示，最後卻徒勞無益。馬哈希只是坐著，如如不動，靜默不語。
馬哈希對靜默的評論為：
靜默是真正的優波提舍，是完美的說法。靜默只適用於最上乘的求道者。其他人無法完全從中汲取靈感。因此，他們需要文字來解釋真理。但真理卻超乎文字；真理也無法言全。文字只能夠指向真理，那該怎麼辦呢？

### 參究真我
- 參見參究真我

Vichara、Ātman-Vichara或Jñāna-vichara，均為「參究真我」之意，乃恆定貫注在「我」或「我是」的內在覺知上。馬哈希一而再、再而三地推薦此法為瞭悟真我最有效、直接的方式。
根據馬哈希所述，「我之思維」或「我念」是種個體感：「『我之我』（Aham, aham）是『真我』；『我是這個』或『我是那個』（Aham idam）是『小我』（ego）。」

藉由全神貫注在「我」之思維上，探詢我念從何而起，「我」之思維將會消失，「我之我」或真我覺知的神聖顫音（sphurana）將閃現而出。這孕生了「輕而易舉的存在意識」，待在這種意識當中這個「我之我」將逐漸消融掉造成「我」之思維升起的業緣或習氣（業的印痕）。而當習氣盡除，騷亂的心智活動也會跟著平息，因為它的中心即是「我」之思維，最後，「我」之思維永不升起，此即了悟真我或究竟解脫：
若有人安住此境不移，甚至就連神聖顫音本身（已完全消解個體感，乃一種小我的形式，認為我即是這副身體）最終也將消退，就像火焰吞噬掉樟腦一樣。這就是那些聖者和經文所說的究竟解脫了。（《山徑》，1982，p. 98）。
Robert Forman提到，馬哈希曾區辨三摩地和sahaja三摩地的不同。三摩地是一種短暫出現的冥想狀態，而sahaja三摩地是從事日常活動時仍能持守的「寂靜狀態」。
馬哈希本人屢次重申三摩地僅是抑制了習氣，並未消解它們。只有安住在真我覺知中才能徹底消解掉產生分離自我感的習氣，也才能達到sahaja三摩地的境地。

### 奉愛
- 參見奉愛和敬虔奉愛派運動（英语：Bhakti movement）

雖然他提倡參究真我是解脫的最快方法，但他同時也推薦奉愛及自我臣服（於你的神或上師）的途徑，無論是同時或擇一修習，最後都會在參究真我的道途上合而為一。
臣服者必須完全、無欲，不能期望有任何的解答或回報，甚至不帶有解脫的期待。那是願意接納所有的發生。臣服者不是出於個體我的意志做出行動，但卻是在臣服中逐漸長養無個體我的覺知。奉愛實修的目標是移除無明，而非達到解脫。

### 輪迴
根據David Godman所述，馬哈希教導的輪迴觀念是奠基在將個體我執假為真的錯誤觀念之上。馬哈希有時會說輪迴、來世確實存在，但這只是為了那些無法完全領悟個體我的非真實性者的方便說法。一旦領悟個體我也是幻象，便再也容不下輪迴的觀念了。當一個人停止對身體的認同時，任何有關於死亡與來世的概念也都不再適用於他，既然真我不生不滅的話。
拉瑪那·馬哈希：
只要有無明，輪迴就會存在。根本就沒有輪迴這回事，無論是現在、過去或未來。這便是輪迴的真相。

## 教誨背景

### 濕婆教派
儘管拉瑪那的教誨常被歸為吠檀多一類，他的靈命也與濕婆教派密切相關。相較於商羯羅圍繞著「摩耶」主題發展的吠檀多哲學，濕婆教派則認為世界是聖神的具現，旨在闡揚「女神夏克提」觀點。
Shaiva Siddhanta乃盛行於泰米爾納德邦的濕婆教派，結合了原本強調儀式的作法和極端的奉愛傳統，發而為Nayanars的奉愛詩。這些泰米爾語敬虔歌的梗概又名為Tirumurai、再加上吠陀經、濕婆Agamas及「Meykanda」或「悉檀 Shastras」等，構成了泰米爾濕婆悉檀的正典經文。Osborne特別提到拉瑪那出生於Arudra Darshan日，也就是「濕婆達顯日」。
拉瑪那在覺醒前的青年時期曾讀過Periya Puranam一書，介紹63位泰米爾賢聖的故事。而在往後的歲月，他也對信眾們訴說那些故事：
說故事的時候，他習慣用聲音和手勢誇張表現主要角色的個性，似乎把自己完全當成他們了。
日後他被視為濕婆的一個面向－Dakshinamurthy－被授予全知和闍那的上師。濕婆的這個面向是無上覺知、瞭悟及知識的擬人化。這個化身代表了濕婆身為瑜伽、音樂導師的面向，具有解釋shastras的智慧。
拉瑪那視真我為他的上師，真我幻化為聖炬山，他在那裡度過絕大部分的歲月。 聖炬山是於泰米爾納德邦蒂魯瓦納馬萊的一座聖丘，濕婆主神的Annamalaiyar神廟就位於那裡。那也是南印度五大濕婆至聖所之一。
拉瑪那曾用Ribhu Gita來解釋他的洞見，那是Shivarahasya Purana的核心歌謠，Shivarahasya Purana是「濕婆Upapuranas」之一。他慣用的另一部作品是商羯羅寫的Dakshinamurthy Stotram，那是濕婆讚歌，旨在解釋吠檀多不二論。

### 吠檀多不二論

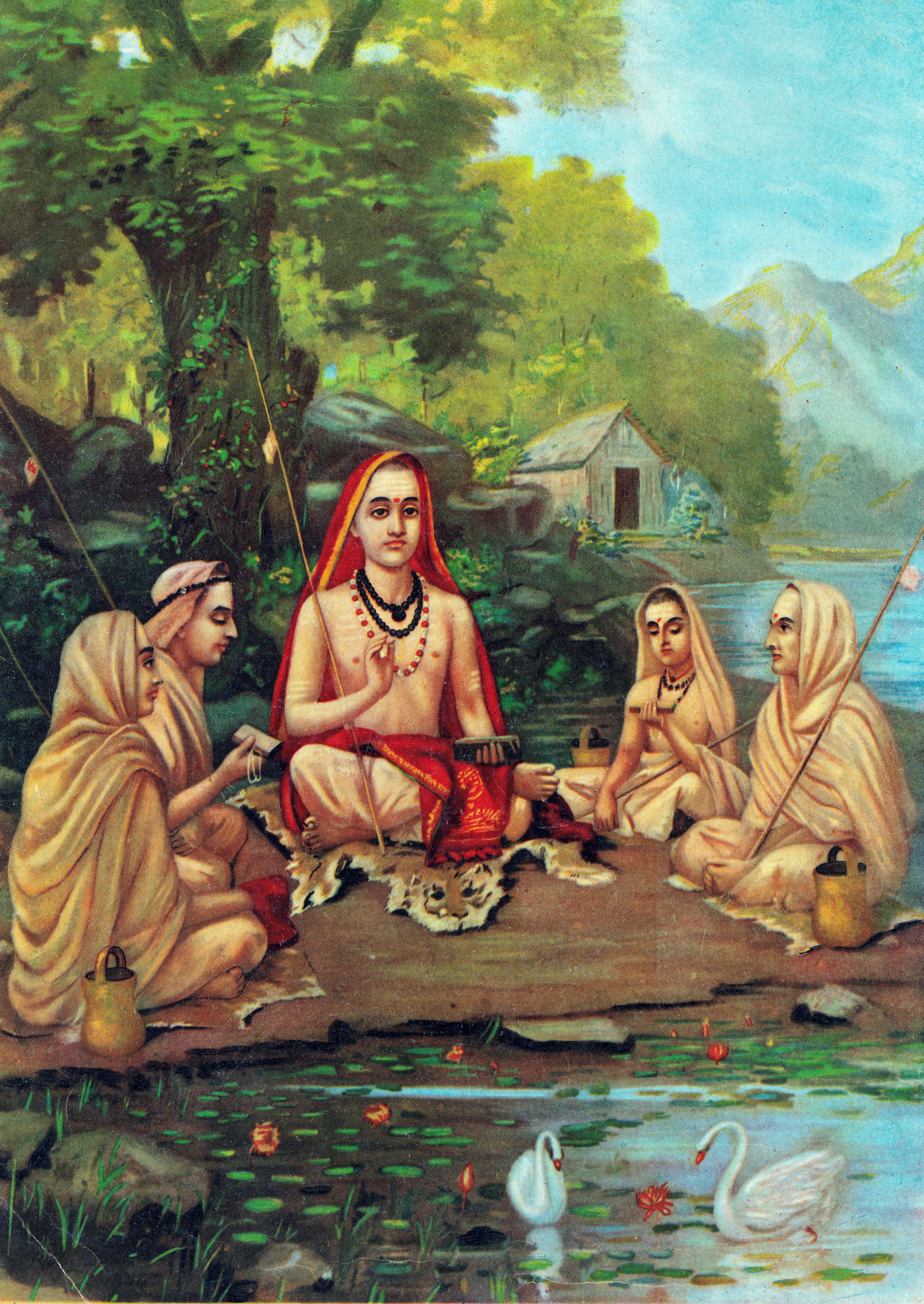
商羯羅師徒，拉贾·拉维·瓦尔玛 繪 (1904)

拉瑪那的教誨常被詮釋為吠檀多不二論，儘管他本人從未接受任何大師的「滴夏」。藉由他的信眾，拉瑪那才開始熟悉瑜伽和吠檀多的經籍。他本人反倒不曾聲稱自己的洞見屬於不二論：
信眾：拉瑪那·馬哈希倡議不二論嗎？

馬哈希：Dvaita 和advaita（不二論）是相關的詞彙，都是基於二元性的假設。真我卻是如其所是，既無dvaita 也無advaita，是「自有永有」的。單純的「是」（Being，或譯為「臨在」）即是真我。
傳統的不二論學派間存在差異。不二論建議以否證法 neti, neti 修行（梵文：不是這個，也不是那個），或在心理上認定真我是唯一的實相，如同「我即是梵」或「我即是祂」。拉瑪那倡參問「Nan Yar」（泰米爾語：「我是誰。」）不似傳統的不二論學派，他也強力勸勉信眾勿採棄世出離的生活方式，拋棄他們應負的責任。他對一名欲拋棄家庭幻象的信眾（為強化那名弟子的靈修）說：
喔！是這樣嗎？生死流轉的幻象究竟是什麼？那是在我們之內還是我們之外？妻子、兒女和其他人。這些都是幻象嗎？他們做了什麼？請先告訴我生死的幻象究竟是什麼？之後我們再來考慮拋家棄子的問題。

## 註記
1. ↑  David Godman：雖然許多人都曾有過短暫的類似經驗，但唯有拉瑪那的經驗是永久且不可逆的。從那時起，他身為個體的存在感就止息、不再運作了。[3]
2. ↑  拉瑪那：「當我日後在蒂魯瓦納馬萊聽到《薄伽梵歌》 之類的神聖文字如何被吟誦時，我抓到了一些東西，我發些這些書正確定名、析究了我之前不自覺感受到的、那些無法被理性分析的經驗。一旦覺醒進入「清明意識」（末那識或「洞見」（識））之後，從這些經典的用字遣詞中，我能夠指出我所在的覺醒狀態，這是一種「開悟的清透瞭悟(shuddham manas)、洞見(Vijñāna)或直覺」，我就是知道。[4]
3. ↑  「Nan-nan」，字面上意指「我之我」（I-I），有時也被翻作「我是，我是」、「存在-本識」、[web 4]及「我是我」[web 5]
4. ↑  Ramana Maharshi：「解脫意指『我（主格 I）』（Ahamkara）、『我（受格 me）』及『我的』（mama-kara）的全面解構。[12]
5. ↑  字面意思是「追隨濕婆者」，後衍伸為「濕婆導師」，[19]
6. ↑  參見63 Nayanar賢聖，Swami Sivananda著
7. ↑  泰米爾濕婆派上溯自Nayanar的泰米爾濕婆奉愛派和Shaiva Siddhanta的整併，[20](參見牛津書目，Shaiva Siddhanta)，又名為舒達濕婆派（Shuddha Saivism）或譚崔濕婆派，[21]在南印度盛行回教那段時期受到限制。[22]依Meykandar所述，Shaiva Siddhanta非Puranic，為二元濕婆派(見shaivam.org, Meykandar - 生平故事)。但泰米爾濕婆派也含括了非二元性的思想，例如Tirumular，[23](約為12世紀 CE的人)，他是63 Nayanar賢聖暨18位Siddhar之一。他的主要著作Tirumantiram構成了泰米爾Shaiva Siddhanta的關鍵文句，即Tirumurai。在不二論的影響下，後世也道出了濕婆派實蘊含了非二元性，他們的領悟留傳至今。[24]這種非二元性的取向繼續擴展為濕婆信徒必須與濕婆融合為一的觀念。[24]
8. ↑  據David Godman所說，1896年七月17日這個日期是基於占星而得，Venkataraman的覺醒日期究竟是不是發生在那天，亦或在前後則不得而知了。可以確定的是，Venkataraman的覺醒日是在1896年七月中旬。
9. ↑  Narasimha斯瓦米於1925年來訪拉瑪那修道院，他的《拉瑪那傳》於1931年出版。Narasimha並未逐字記錄下拉瑪那的話：[26]「本書的記述並非直接謄寫巴關的話，而在大部分的版本裡，作者都在註腳裡註明他只是用他自己的話來總結發生在1930年的六週內，他與巴關的一系列對話。」[web 9] Narasimha的註腳：「死亡經驗未被逐字逐句記載下來。馬哈希通常講得好像不是自己的事。他鮮少清楚說出『我』或『你』等字眼。這位泰米爾天才特別擅長事不關己的語言，而他通常使用泰米爾文。如果你想從他的話語中找出任何個人性的蛛絲馬跡，那你勢必要失望。對多數讀者而言，他的用字遣詞似乎太沒有色彩、太朦朧了，顯得乾枯無味，特別是對於西方讀者而言。因此我不得不使用帶有明顯帶有個人性的慣用語。」[27][web 7]給Narasimha斯瓦米，《瞭悟真我》，見
10. ↑  在1896年，馬哈希時年17歲，他的兄長Nagaswami娶了Janaki Ammal。公婆家就在馬杜賴。婚禮上，Venkataraman擔任他哥哥的伴郎。那年的七月中旬，他正在準備大學入學考試。儘管不怎麼用功，他卻不擔心落榜。他的體格也很強健。在事件的前半段，Venkataraman躺著，現場沒有其他人。忽然間，事情就這麼發生了，「我就要死了」，無來由的，「我正在死亡！」，毫無道理可言，先前也從未發生過，我也沒有想到要跟長輩或醫生求助。死亡是什麼？如何避免一死？我只想到這些問題，沒有其他思緒。那個當下，我必須解決這個問題。死亡意味著我的雙腿將逐漸變得僵硬、嘴唇緊繃、兩眼闔上、呼吸將停止。死亡的感覺是如此之強烈，化為實質的體驗。而我也真的經驗到雙腿僵硬、嘴唇緊繃、兩眼闔上、呼吸停止，除了「本識」（本體意識，Consciousness）未消失之外，所有的一切都清清楚楚地崩解了。（外在感官活動消亡，內在感知顯露）。即便是這具身體死亡了，我-本識卻未死亡。個體性-本識仍舊是清晰的，即使大體都已經被燒成灰燼了，我並不會就此殞滅。因為我不等於這具軀體。現在，我的身體毫無生命力可言，沒有一點知覺。相反地，我，卻是有覺知的。因此，死亡是針對肉體的，我卻是無法摧毀的本識。當肉體停止活動之後，五感也跟著停止活動，此刻我的領悟並非依賴於五感的。真我的閃現是aparoksha的（類直觀的「洞見」），如此之燦爛。無關乎想像。係死後仍舊綿延不斷的永恆的真實存在。就這樣，Venkataraman頃刻間有了新的瞭悟。雖然這些念頭是依時序闡述的，但Venkataraman的經驗卻是自發同步的。[web 7]
11. ↑  據David Godman所述，拉瑪那另外也在Vichara Sangraham《參究真我》一書中提及：[web 7]
「因此，我脫離了那具大體般的身體躺在那邊，口中甚至連個「我」字也發不出來，此刻若有人熱切地問：『那浮出的我到底是什麼？』那麼，在本心中某種無聲的神聖顫音（sphurana）『我之我』便會自動閃現而出。那是一種單一、未分化的覺知，分化的無數思想皆已消盡。如果某人繼續躺在那裡，與這種感覺同在的話，他的個體感、自我的外膜終會完全消亡，『我即是這具身體』的觀念也終會消退，如同火焰吞噬掉樟腦。據說這就是聖者和經典中所敘述的解脫。（《山徑》原題 The Mountain Path，1982，p. 98）。」[web 7]這個結論亦載於David Godman的[web 3]
12. ↑  包含大量『自我』、『我之我』和『aham sphurana』版本的拉瑪那證悟則載於[web 3]
13. ↑  David Godman：「馬哈希頻繁使用梵語aham sphurana來指涉『我之我』本識或經驗。Aham意指『我』，而sphurana則可譯為『輻射、發散或脈動』。」[web 3]
14. ↑  Rama P. Coomaraswamy：「『Krama-mukti』應與jîvan-mukti做區隔，後者意指今生可達成的全面性頓悟，而videha-mukti則是死前達成的全面性開悟。」[28]關於漸悟的更多論述，請參見[web 11]。
15. ↑  字面意思是指出口成詩的人。
16. ↑  更多關於出版內容的引述內容，請參見The wanderling, 首位西方弟子Frank Humphreys觀點。
17. ↑  Bhavani Venkatagiri Narasimha Iyer (1874年八月21日-1956年十月19日) - 他的姓氏有時被拼為「Aiyer」，而非「Iyer」。
18. ↑  濕婆神的一個面向是Pashupati，「萬獸之主」之意。[67]
19. ↑  根據David Godman（英语：David Godman）所述，他用的各種詞彙點出了「同一個不可分割的實相」的不同面向。[73]
20. ↑  根據David Godman，馬哈希使用這些詞彙非為指稱個人的神，而是用來指稱那股「支撐宇宙的無形存在」。[73]
21. ↑  Ahamkara or Aham-Vritti[web 23]
22. ↑  據馬哈希所述，我念從「無上本心」中升起。無上本心（Hṛdayam）有兩個音節，hṛt和ayam，意指我即是無上本心。[web 24]馬哈希常使用Hṛdayam這個字。般若波羅蜜多心經中所指的本心也是Hṛdayam。
23. ↑  拉瑪那·馬哈希：「『我之我』（Aham, aham）是『真我』；『我是這個』或『我是那個』（Aham idam）是『小我』（ego）。神聖顫音一直都在那裡，川流不息。小我只是無常短暫（的現象）；當『我』持續內轉，自成完美，無二無別，此即『真我』；當它向外奔馳，分別出『這個』我，此即『小我』。」[90] David Godman：「『nan-nan』意指泰米爾語的『我之我』或『我是我』，這個解釋的含義頗類似聖經出埃及記3:14 神對摩西說：我是自有永有的。馬哈希偶爾會引用這句總結吠檀多全部的經文。[web 3]
24. ↑  根據Sadu Om所述，參究真我也可視為將注意力「內轉真我」或「安住於真我」。[91]
25. ↑  概念性思考、記憶，心智造作生成的「東西」
26. ↑  拉瑪那·馬哈希：解脫（mukti）即是全面消融掉我之動力（I-impetus）我慢。[12]
27. ↑  Walter Terence Stace區別的「內轉神祕主義」與「（注意力向）外馳神祕主義」是當代神祕主義與神祕經驗爭辯的焦點。Stace視二者為不同神秘主義的形式，而Forman則視之為發展階段的差異。Forman也提到，馬哈希經驗到的第一種三摩地先於數年後發生的sahaja三摩地。[95]參見見性後的訓練。
28. ↑  商羯羅本身也被謠傳是濕婆的信徒，甚或是濕婆的化身。[100]
29. ↑  吠檀多不二論深入Dashanami Sampradaya（英语：Dashanami Sampradaya），在印度文化中廣為流傳[114][115]。上個世紀，因斯瓦米·維韋卡南達之故而在印度和西方廣傳[116][114]，他強調anubhava「個人經驗」[117]勝過經典權威[117]，薩瓦帕利·拉達克里希南[114]和西方的東方學家均視吠檀多為「印度教的中心神學思想」[114]。東方學家將印度教描繪為「單一世界的宗教」[114]，詆毀印度教信仰和修行間的異質性是吠檀多基本教義的畸形處[114]。偏好單一關鍵核心教義的傾向，同樣盛行於西方鑽研上座部佛教的學界[118]，又因D.T. Suzuki將禪宗引入西方而鞏固。[119][120]
30. ↑  David Gordon White註：「許多西方的印度學者和鑽研印度教的宗教史學家不曾放下他們詮釋的經文，卻要用那些一成不變的脈絡調查擅變的真實世界，他們忘記了那些經文最初是打哪來的。應更強調非經文的來源並且聚焦在宗教傳統才是。」[121]
31. ↑  參見聖經。請見[web 28]及[web 3]拉瑪那受教於基督教學校。[123]
32. ↑  不二論傳統學派倡議「消除所有的非我（五鞘），直到真我盡顯為止。」[125]五鞘遮蔽了真我，包括：物質鞘、精力鞘、心智鞘、智識鞘及福佑鞘。

## 其他資料

### 網路資料
1. ↑  . （原始内容存档于2015-07-24）.
2. ↑  .   [2015-08-06]. （原始内容存档于2015-07-24）.
3. 1 2 3 4 5 6 7  .   [2015-08-06]. （原始内容存档于2015-07-30）.
4. ↑  .   [2015-05-31]. （原始内容存档于2015-05-26）.
5. ↑  .   [2015-05-31]. （原始内容存档于2015-05-27）.
6. 1 2 3   (PDF).   [2015-08-06]. （原始内容存档 (PDF)于2016-03-07）.
7. 1 2 3 4 5 6 7 8 9 10 11 12 13 14 15 16  .   [2015-08-06]. （原始内容存档于2015-05-26）.
8. ↑  .   [2015-08-06]. （原始内容存档于2015-07-07）.
9. 1 2 3 4 5  .   [2015-08-06]. （原始内容存档于2015-05-26）.
10. 1 2 3 4  .   [2015-08-06]. （原始内容存档于2015-07-24）.
11. ↑  .   [2015-08-06]. （原始内容存档于2015-09-24）.
12. ↑  Arthur Osborne著《拉瑪那·馬哈希自我明覺之路》pp. 60-62 的存檔，存档日期2008-12-15.
13. ↑  .   [2015-08-18]. （原始内容存档于2015-03-03）.
14. ↑  .   [2015-08-18]. （原始内容存档于2012-01-13）.
15. ↑  .   [2015-08-18]. （原始内容存档于2015-08-17）.
16. ↑  .   [2015-08-18]. （原始内容存档于2015-07-17）.
17. ↑  .   [2015-08-18]. （原始内容存档于2016-03-09）.
18. ↑  .   [2015-08-18]. （原始内容存档于2015-04-23）.
19. ↑  .   [2015-08-18]. （原始内容存档于2014-03-16）. 外部链接存在于|title= (帮助); 网址－维基内链冲突 (帮助)
20. ↑  紐約時報 《印度哀悼宗教隱士；拉瑪那·馬哈希被譽為「在世聖人」－長居穴室》 （页面存档备份，存于）1950年四月16日
21. ↑  .   [2015-08-18]. （原始内容存档于2015-09-23）.
22. ↑  拉瑪那尊者「教導」 的存檔，存档日期2012-10-03.
23. 1 2 3 4 5  .   [29 December 2012]. （原始内容存档于2013-01-05）.
24. ↑  .   [2016-02-06]. （原始内容存档于2015-12-08）.
25. ↑  .   [2016-02-06]. （原始内容存档于2016-02-02）.
26. 1 2  .   [2016-02-06]. （原始内容存档于2016-03-04）.
27. ↑  拉瑪那修道院是拉瑪那·馬哈希的法脈傳承？ 的存檔，存档日期2012-01-13.
28. ↑  .   [2015-08-27]. （原始内容存档于2015-08-27）.

### 印度文本翻譯
1. ↑  婚禮花環信箋

## 相關中文著作
- 《走向靜默，如你本來：印度一代聖哲拉馬納．馬哈希對話錄》
- 《回到你心中》
- 《真我與我：印度靈性導師拉瑪那尊者的生平與教誨》，蔡神鑫譯
- 《印度尋祕之旅：在印度遇見馬哈希》，保羅·布魯頓（英语：Paul Brunton）著
- 《真我三論：印度靈性導師拉瑪那尊者核心教誨》，蔡神鑫譯
- 《稀世珍寶：印度靈性導師拉瑪那尊者教誨薈萃》，蔡神鑫譯  編者:A.達瓦拉吉．穆達利爾（A. Devaraja Mudaliar）
- 《對話真我：印度靈性導師拉瑪那尊者的教誨經典》 Talks with Sri Ramana Maharshi・上、下冊，編著:穆納葛拉．S．韋克塔拉邁爾（Sri Munagala S. Venkataramiah, 1882-1963），蔡神鑫譯

## 外部連結
修道院及組織
- 印度拉瑪那修道院
- 美國聖炬山修道院 （页面存档备份，存于）
- 拉瑪那·馬哈希學習中心 （页面存档备份，存于），為一非營利組織，旨在發揚印度遺產和文化

其他
- Youtube影像資料 （页面存档备份，存于）
- 馬哈希社群臉書 （页面存档备份，存于）/馬哈希臉書
- 奧修評論馬哈希 （页面存档备份，存于）
- 斯瓦米·拉瑪（Swami Rama）評論馬哈希[1]

1. ↑  摘自《大師在喜馬拉雅山 的存檔，存档日期2016-04-14.》